# Гонья (монастырь)
Монастырь Панагии Одигитрии (греч. Μονή της Οδηγήτριας или Гонья́, греч. Μονή Γωνιάς) — мужской монастырь Кисамской и Селинской митрополии Критской православной церкви, расположенный на юго-восточном побережье полуострова Родопос острова Крит, с видом на залив Ханья. Находится в 1 км к северу от Колимвари и около 26 км от города Ханья, вблизи Критской духовной академии.

## История
Православная обитель, посвящённая Успению Пресвятой Богородицы, ведёт свою историю от монастыря св. Георгия, основанного в IX веке на руинах древнего храма Артемиды Бритомартиды. 
В XIII веке насельники монастыря Св. Георгия основали монастырь Богородицы на том месте, где сейчас располагается кладбище. На современном месте монастырь был построен в период венецианского владычества на Крите — между 1618 и 1634 годами. Фонтан перед входом в монастырь был построен в 1708 году, колокольня — в 1849 году.
По словам монахов, нынешнее местоположение в Колимвари считалось более безопасным в случае нападения со стороны моря. Несмотря на это, монастырь неоднократно подвергался разрушениям при бомбардировках в 1645, 1652, 1822, 1841 и в 1867 году во время Критского восстания против Османской империи. Свидетельством последней бомбардировки является пушечное ядро, застрявшее в монастырской стене.
Во время Второй мировой войны монастырь был частично разрушен в результате немецкой бомбардировки, которая стала реакцией на действия критского Сопротивления.

## Архитектура и реликвии
Монастырь имеет ряд общих черт с венецианской архитектурой XVII века. Главный храм имеет нартекс и купол. Двор окружают несколько часовен.
В монастыре хранятся многочисленные византийские древности XV-XVII вв., в том числе критские иконы Парфения, Рицоса и Нила, а также мощи и религиозные святыни.